# 桂枝女太
桂 枝女太（かつら しめた）は、上方落語の名跡。過去に「枝女太」を名乗った落語家が存在する。
- 桂枝女太 - 月亭春松編『落語系圖』によると、初代桂枝光の門人に確認できる。
- 桂枝女太 - 同じく『落語系圖』によると、初代桂枝太郎の門人に確認できる。

桂 枝女太（かつら しめた、1958年7月15日 - ）は、大阪府豊中市出身の落語家。本名は瀬川 誠次（せがわ せいじ）。吉本興業所属。出囃子は『岸の柳』。上方落語協会会員。

## 来歴・人物
関西大倉学園高等学校卒業後、1977年1月に桂小文枝（のちの5代目桂文枝）に入門。高座名の「枝女太」は、師匠が最後の弟子という前提で「もう弟子はお前で締めた」という言葉に由来するが、実際は枝女太が高校の後輩である小つぶ（のちの四代目桂梅枝）を師匠に紹介したため、最後の弟子にはならなかった。
草野球とバレーボールに造詣を持ち笑福亭仁福率いる草野球チーム「モッチャリーズ」の主力メンバーであり、バレーボールチームも結成している。大阪府立豊中高等学校PTA会長。
2021年6月18日にPCR検査陽性による新型コロナウイルス感染症への感染が判明し、前日に出演した天満天神繁昌亭は興行を20日まで取りやめた。

## 受賞歴
- 1986年1月 「第7回ABC漫才落語コンクール」最優秀新人賞